# Obory
Obory è un comune della Repubblica Ceca facente parte del distretto di Příbram, in Boemia Centrale.